# Jan Mořic Nasavsko-Siegenský
Jan Mořic Nasavský (nizozemsky: Johan Maurits van Nassau-Siegen; německy: Johann Moritz von Nassau-Siegen; portugalsky: João Maurício de Nassau-Siegen; 17. června 1604 Dillenburg – 20. prosince 1679 Kleve), zvaný „Brazilec“ díky svému plodnému období jako guvernér Nizozemské Brazílie, byl nasavsko-siegenský hrabě a od roku 1664 kníže. Od roku 1652 až do své smrti v roce 1679 působil jako Herrenmeister (ekvivalent velmistra) Řádu svatého Jana (Braniborská bailiva).
Jeho bývalý rezidence v Haagu v Nizozemsku je nyní muzeem umění s názvem Mauritshuis, což v nizozemštině znamená „Mořicův dům“.

## Mládí v Evropě
Narodil se v Dillenburgu a jeho otcem byl Jan VII. Nasavsko-Siegenský. Jeho dědeček Jan VI. Nasavský byl mladším bratrem nizozemského stadtholdera Viléma Mlčenlivého Oranžského, což z něj činilo jeho prasynovce.
Do nizozemské armády vstoupil v roce 1621, ve velmi mladém věku. Vyznamenal se v taženích svého bratrance, stadtholdera knížete Frederika Hendrika Oranžského. V roce 1626 se stal kapitánem. V roce 1629 se podílel na dobytí Den Bosch. V roce 1636 dobyl pevnost u Schenkenschansu.

## Nizozemský guvernér v Brazílii

Erb Jana Mořice Nasavského, vsazený na kříž Johanniterorden a obklopený dánským Řádem slona

V roce 1636 byl Nizozemskou západoindickou společností na doporučení Frederika Hendrika jmenován guvernérem nizozemského majetku v Brazílii. V lednu 1637 přistál v Recife, přístavu Pernambuco a hlavní pevnosti Nizozemců. Ihned po svém příjezdu zahájil tažení proti španělsko-portugalským silám, které v opakovaných střetnutích porazil. Věřil, že je dostatečně silný, aby vyslal část svých sil k útoku na portugalské majetky na pobřeží Afriky a pokračoval v rozšiřování svých výbojů s pomocí domorodců, kteří byli proti španělské nadvládě, nicméně při útoku na São Salvador, byl nucen zahájit obléhání a ztratil mnoho svých nejlepších důstojníků. Po obdržení posil v roce 1638 a ve spolupráci s nizozemskou flotilou, která porazila španělsko-portugalské eskadry na dohled od zátoky Všech svatých, dobyl posledně jmenované město. Když v roce 1640 Portugalsko obnovilo svou nezávislost na Španělsku za Jana II., 8. vévody z Braganzy, nasavsko-siegenský kníže očekával, že s ním naváže spojenectví a protože věřil, že mírová smlouva s Portugalskem umožní Holandsku udržet si dobytá území, urychlil své operace. Aby zaměstnal zástup dobrodruhů, kteří se shromáždili pod jeho barvami, vyslal výpravu proti španělskému majetku na Río de la Plata. V roce 1643 vybavil výpravu Hendrika Brouwera, která se pokusila zřídit základnu v jižním Chile. Později navštívil dobyté provincie a zařídil jejich správu.

### Život v osadách
Touto sérií úspěšných výprav postupně rozšířil nizozemské majetky od Sergipe na jihu po São Luís de Maranhão na severu. S pomocí slavného architekta Pietera Posta z Haarlemu proměnil Recife postavením nového města ozdobeného veřejnými budovami, mosty, kanály a zahradami v tehdejším nizozemském stylu. Později nově reformované město pojmenoval Mauritsstad, po sobě. Vysoké stavební náklady dokázal hradit z kořisti svých výprav a z výnosů svých panství v Německu.

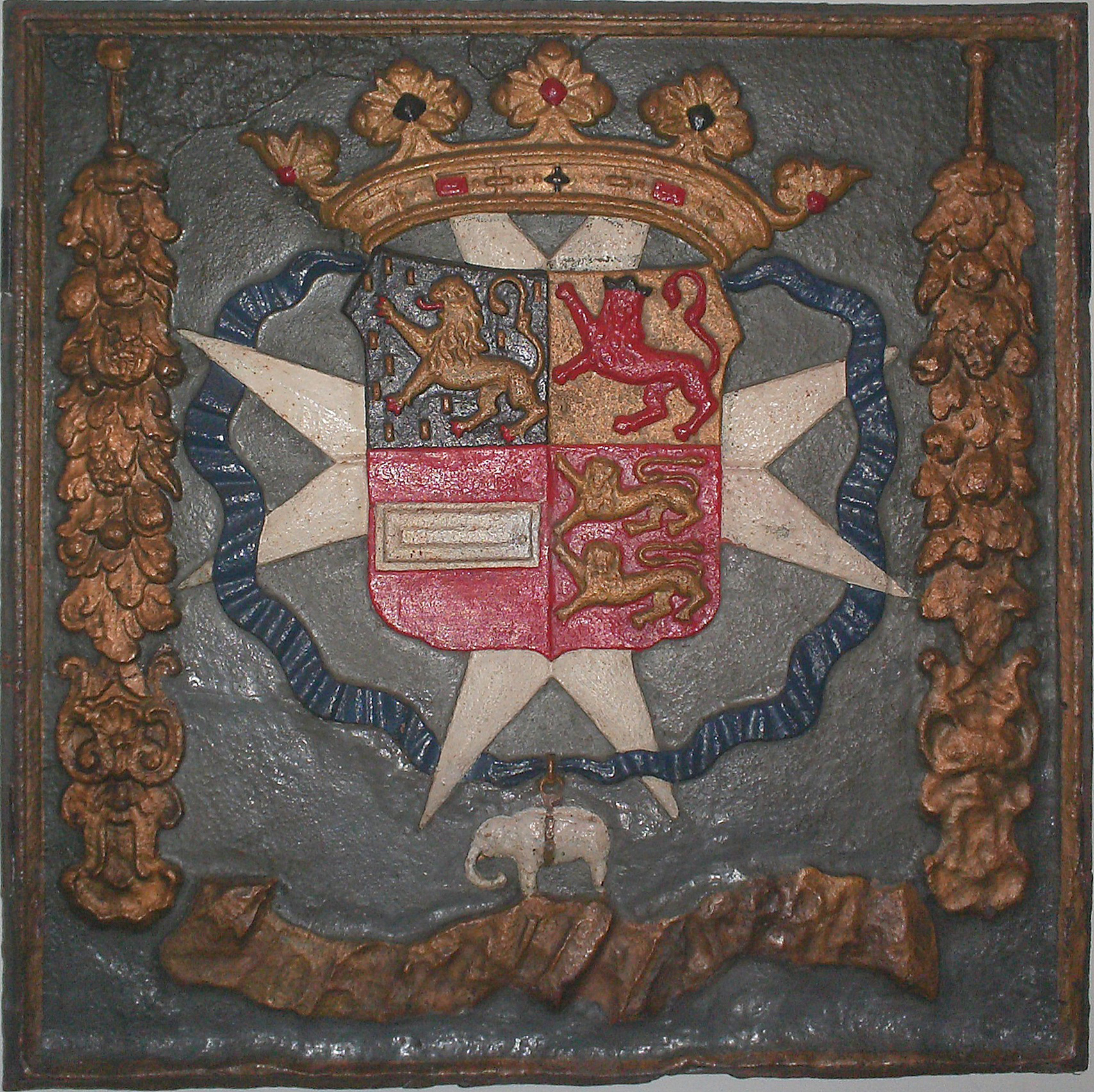
Brazilské vyobrazení erbu Jana Mořice

Svou státnickou politikou přivedl kolonii do velmi vzkvétajícího stavu. Jeho vedení v Brazílii inspirovalo dva latinské eposy z roku 1647: Rerum per octennium in Brasilia et alibi nuper gestarum sub praefectura Caspara Barlaeuse a Mauritias Francisca Planteho. Členy jeho doprovodu byli malíři Albert Eckhout, Frans Post a Abraham Willaerts.
V kolonii založil také zastupitelské rady pro místní samosprávu a rozvinul dopravní infrastrukturu Recife. Jeho rozsáhlé plány a přepychové výdaje znepokojily šetrné ředitele Západoindické společnosti a Jan Mořic, který odmítl udržet si svůj post, pokud nedostane volnou ruku, se v červenci 1644 vrátil do Evropy.

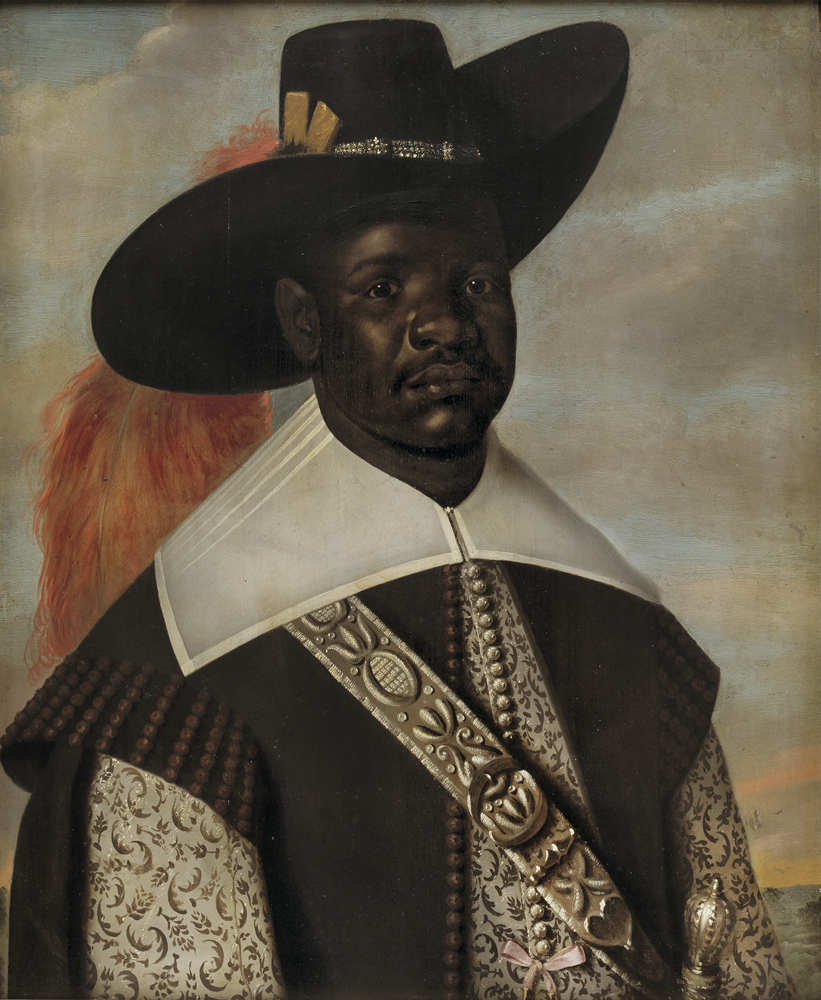
Portrét doma Miguela de Castro, vyslance Konžského království na dvoře Jana Mořice

Jako generální guvernér brazilské kolonie zřízené Nizozemskou západoindickou společností v letech 1636 až 1644 byl osobně zapojen do udržování Afričanů jako otroků a osobně profitoval z obchodu a dopravy Afričanů do Brazílie. V roce 1643 získalo Nasavsko od manikonga velvyslanectví, aby posílilo hospodářské vztahy mezi Konžským královstvím a Nizozemskou Brazílií prostřednictvím prodeje otroků.

## Návrat do Evropy

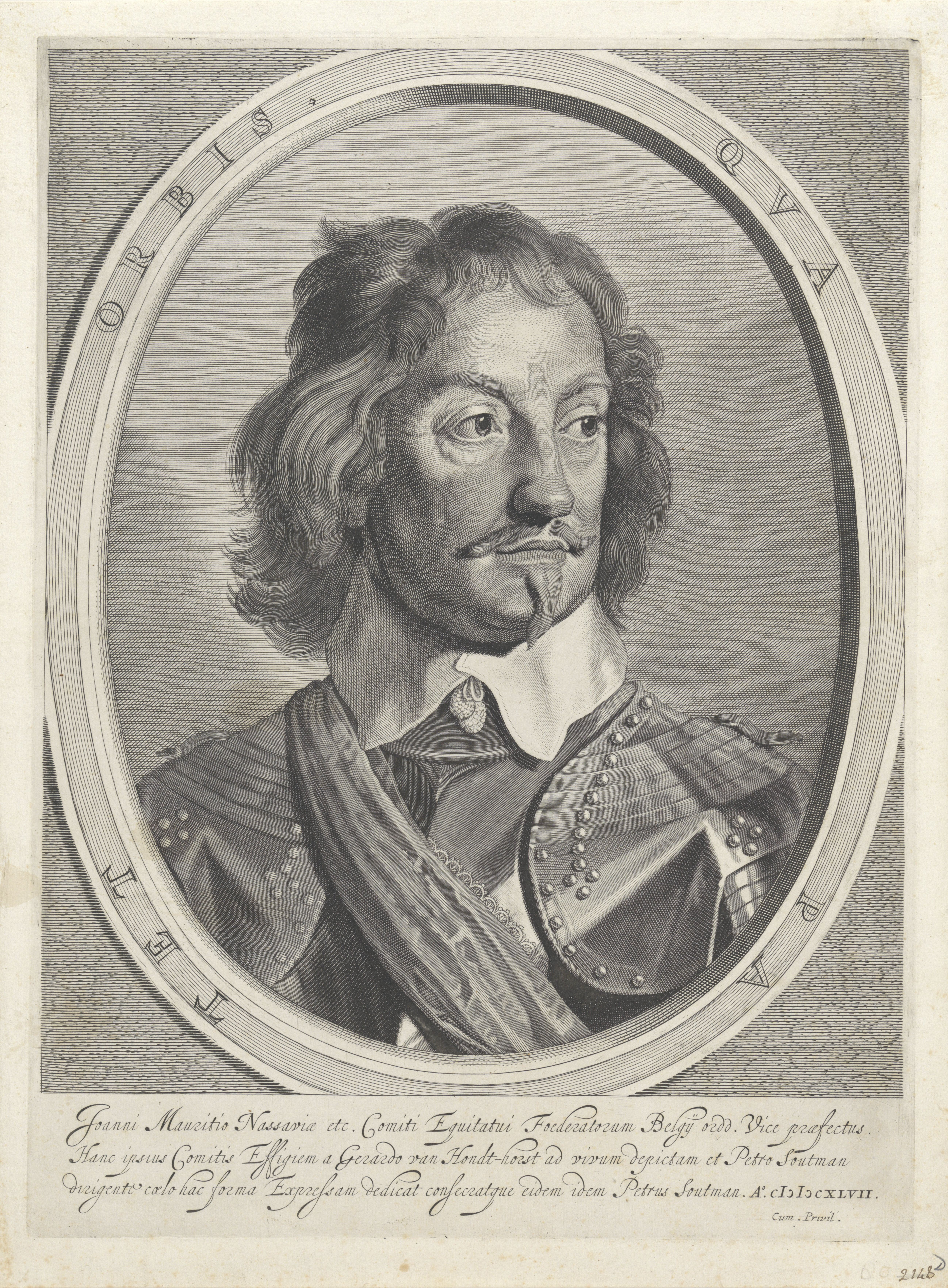
Jan Mořic Nasavský

Krátce po návratu do Evropy byl Frederikem Hendrikem jmenován do velení kavalérie v nizozemské armádě a zúčastnil se tažení v letech 1645 a 1646. Když v lednu 1648 válka skončila Münsterským mírem, přijal od kurfiřta Fridricha Viléma Braniborského (který se právě oženil s jeho neteří Luisou) místo guvernéra Klévska, Marky a Ravensbergu a později také Mindenu. Jeho úspěch v Porýní byl stejně velký jako v Brazílii a ukázal se jako schopný a moudrý vládce. Také vytvořil rozsáhlé barokní zahrady v Kleve a okolí a také novou rezidenci, palác Prinzenhof.
Na konci roku 1652 byl jmenován hlavou Řádu svatého Jana (Braniborská bailiva) a stal se říšským knížetem s oslovením Jasnost. V roce 1664 se vrátil do Holandska. Když vypukla válka s Anglií podporovaná münsterským biskupem, byl jmenován vrchním velitelem nizozemské armády. Ačkoli byl ve svém velení omezován parlamentem, invazi odrazil a biskup Christoph Bernhard von Galen, přezdívaný „Bommen Berend“, byl nucen uzavřít mír. Jeho tažení ještě neskončilo, protože v roce 1668 byl jmenován prvním polním maršálem nizozemské armády a v roce 1673 byl stadtholderem Vilémem III. pověřen velením silám ve Frísku a Groningenu a obranou východní hranice provincií, opět proti Von Galenovi. To se mu podařilo a jednotky Von Galena byly nuceny se stáhnout. Další rok velel vojákům během bitvy u Seneffe proti Francouzům.

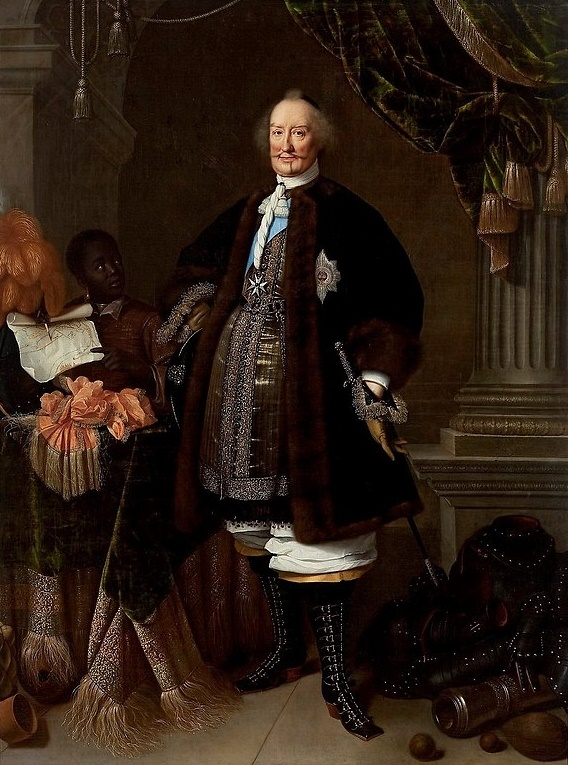
Jan Mořic Nasavský

V roce 1675 ho zhoršující se zdraví přimělo vzdát se aktivní vojenské služby a poslední léta strávil ve svém milovaném Kleve, kde v prosinci 1679 zemřel.

## Dědictví
Rezidence, kterou postavil v Haagu, se nyní nazývá Mauritshuis a sídlí v ní Královský kabinet obrazů. Nyní je to hlavní muzeum starých nizozemských obrazů. V Národní knihovně v Paříži jsou dva svazky folií obsahující znamenitou sbírku barevných tisků brazilských zvířat a rostlin, které byly provedeny na jeho příkaz a doplněné jeho krátkým výkladem.
Říká se, že měl poměr s Annou Gonsalvesovou Paesovou de Azevedo.
Brazilský autor Paulo Setúbal napsal historický román o Janu Mořicovi a nizozemském osídlení v Brazílii, O Príncipe de Nassau („Nasavský kníže“, přeloženo do nizozemštiny R. Schreuderem a J. Slauerhoffem v roce 1933 jako Johan Maurits van Nassau).
Byly po něm pojmenovány dvě lodě Nizozemského královského námořnictva.

## Vývod z předků
|                              |                                           |  |                    |                                                |  |  |  |  |  |  |  | Jan V. Nasavsko-Siegenský |
|                              |                                           |  |                    |                                                |  |  |  |  |  |  |  |                           |
|                              | Vilém I. Nasavsko-Dillenburský            |  |                    |                                                |  |  |  |  |  |  |  |                           |
|                              |                                           |  |                    |                                                |  |  |  |  |  |  |  |                           |
|                              |                                           |  |                    | Alžběta Hesenská                               |  |  |  |  |  |  |  |                           |
|                              |                                           |  |                    |                                                |  |  |  |  |  |  |  |                           |
|                              | Jan VI. Nasavsko-Dillenburský             |  |                    |                                                |  |  |  |  |  |  |  |                           |
|                              |                                           |  |                    |                                                |  |  |  |  |  |  |  |                           |
|                              |                                           |  |                    | Bodo III. Stolbersko-Wernigerodský             |  |  |  |  |  |  |  |                           |
|                              |                                           |  |                    |                                                |  |  |  |  |  |  |  |                           |
|                              | Juliana ze Stolbergu                      |  |                    |                                                |  |  |  |  |  |  |  |                           |
|                              |                                           |  |                    |                                                |  |  |  |  |  |  |  |                           |
|                              |                                           |  |                    | Anna Eppsteinsko-Königsteinská                 |  |  |  |  |  |  |  |                           |
|                              |                                           |  |                    |                                                |  |  |  |  |  |  |  |                           |
|                              | Jan VII. Nasavsko-Siegenský               |  |                    |                                                |  |  |  |  |  |  |  |                           |
|                              |                                           |  |                    |                                                |  |  |  |  |  |  |  |                           |
|                              |                                           |  |                    | Jan IV. z Leuchtenbergu                        |  |  |  |  |  |  |  |                           |
|                              |                                           |  |                    |                                                |  |  |  |  |  |  |  |                           |
|                              | Jiří III. z Leuchtenbergu                 |  |                    |                                                |  |  |  |  |  |  |  |                           |
|                              |                                           |  |                    |                                                |  |  |  |  |  |  |  |                           |
|                              |                                           |  |                    | Margarethe, Gräfin von Schwarzburg-Blankenburg |  |  |  |  |  |  |  |                           |
|                              |                                           |  |                    |                                                |  |  |  |  |  |  |  |                           |
|                              | Alžběta z Leuchtenbergu                   |  |                    |                                                |  |  |  |  |  |  |  |                           |
|                              |                                           |  |                    |                                                |  |  |  |  |  |  |  |                           |
|                              |                                           |  |                    | Fridrich II. Braniborsko-Ansbašský             |  |  |  |  |  |  |  |                           |
|                              |                                           |  |                    |                                                |  |  |  |  |  |  |  |                           |
|                              | Barbora Braniborsko-Ansbašsko-Kulmbašská  |  |                    |                                                |  |  |  |  |  |  |  |                           |
|                              |                                           |  |                    |                                                |  |  |  |  |  |  |  |                           |
|                              |                                           |  |                    | Žofie Jagellonská                              |  |  |  |  |  |  |  |                           |
|                              |                                           |  |                    |                                                |  |  |  |  |  |  |  |                           |
| Jan Mořic Nasavsko-Siegenský |                                           |  |                    |                                                |  |  |  |  |  |  |  |                           |
|                              |                                           |  |                    |                                                |  |  |  |  |  |  |  |                           |
|                              |                                           |  | Frederik I. Dánský |                                                |  |  |  |  |  |  |  |                           |
|                              |                                           |  |                    |                                                |  |  |  |  |  |  |  |                           |
|                              | Kristián III. Dánský                      |  |                    |                                                |  |  |  |  |  |  |  |                           |
|                              |                                           |  |                    |                                                |  |  |  |  |  |  |  |                           |
|                              |                                           |  |                    | Anna Braniborská                               |  |  |  |  |  |  |  |                           |
|                              |                                           |  |                    |                                                |  |  |  |  |  |  |  |                           |
|                              | Jan Šlesvicko-Holštýnsko-Sondenburský     |  |                    |                                                |  |  |  |  |  |  |  |                           |
|                              |                                           |  |                    |                                                |  |  |  |  |  |  |  |                           |
|                              |                                           |  |                    | Magnus I. Sasko-Lauenburský                    |  |  |  |  |  |  |  |                           |
|                              |                                           |  |                    |                                                |  |  |  |  |  |  |  |                           |
|                              | Dorotea Sasko-Lauenburská                 |  |                    |                                                |  |  |  |  |  |  |  |                           |
|                              |                                           |  |                    |                                                |  |  |  |  |  |  |  |                           |
|                              |                                           |  |                    | Kateřina Brunšvicko-Wolfenbüttelská            |  |  |  |  |  |  |  |                           |
|                              |                                           |  |                    |                                                |  |  |  |  |  |  |  |                           |
|                              | Markéta Šlesvicko-Holštýnsko-Sonderburská |  |                    |                                                |  |  |  |  |  |  |  |                           |
|                              |                                           |  |                    |                                                |  |  |  |  |  |  |  |                           |
|                              |                                           |  |                    | Filip I. Brunšvicko-Grubenhagenský             |  |  |  |  |  |  |  |                           |
|                              |                                           |  |                    |                                                |  |  |  |  |  |  |  |                           |
|                              | Arnošt III. Brunšvicko-Grubenhagenský     |  |                    |                                                |  |  |  |  |  |  |  |                           |
|                              |                                           |  |                    |                                                |  |  |  |  |  |  |  |                           |
|                              |                                           |  |                    | Kateřina z Mansfeldu                           |  |  |  |  |  |  |  |                           |
|                              |                                           |  |                    |                                                |  |  |  |  |  |  |  |                           |
|                              | Alžběta Brunšvicko-Grubenhagenská         |  |                    |                                                |  |  |  |  |  |  |  |                           |
|                              |                                           |  |                    |                                                |  |  |  |  |  |  |  |                           |
|                              |                                           |  |                    | Jiří I. Pomořanský                             |  |  |  |  |  |  |  |                           |
|                              |                                           |  |                    |                                                |  |  |  |  |  |  |  |                           |
|                              | Markéta Pomořanská                        |  |                    |                                                |  |  |  |  |  |  |  |                           |
|                              |                                           |  |                    |                                                |  |  |  |  |  |  |  |                           |
|                              |                                           |  |                    | Amálie Falcká                                  |  |  |  |  |  |  |  |                           |
|                              |                                           |  |                    |                                                |  |  |  |  |  |  |  |                           |